# Скравена
 Тази статия е за селото в Ботевградско.  За залива в Антарктика вижте Скравена (залив).  За селото в Свищовско вижте Червена.
Скравена е село в Западна България. То се намира в община Ботевград, Софийска област, на 5 km северно от Ботевград и на 68 km от столицата София.

## География
Село Скравена е разположено в северната част на Ботевградската котловина, на двата бряга на река Бебреш. По-голямата част от него е на десния бряг на реката и се нарича „селото“, а по-малката част е на левия бряг и носи името „Паланката“. Освен това през селото протичат и реките Церовица и Калница.
Надморската височина на Скравена е 320 – 330 m с малък наклон на север. През селото минава шосето Ботевград – Мездра – Враца. Скравена се намира на 6 km от Ботевград и от пътя София – Плевен – Русе и съответно – Варна.
На северозапад от селото се намира хълмът Медвен, издигащ се на 450 m. Наречен е така заради изобилния пчелен мед, който са събирали пчелите в миналото, когато на хълма е растяло медоносно дърво.

## История
В резултат на многобройните археологически разкопки в землището на селото са открити десетки археологически материали от времето на траките. През землището преминава стар римски път от Етрополе за Мездра и Видин.
На 1 km от днешното село в северна посока, непосредствено в подножието на планината се намира селището Грамада. То съществува по времето на траките, а най-големият си разцвет достига през Втората българска държава. То е важно административно и икономическо средище в района. Това потвърждават и останките от крепостта Градището, която е унищожена от османците в края на XIV век. Голяма част от населението, за да се спаси се скрива в околностите, а друга част се отправят на северозапад и основават селище със същото име.
Село Скравена се споменава за пръв път в турски административен документ за събиране на данъци от 1576 г. През 1622 г. софийският епископ Петър Солинат пише до Източната конгрегация в Рим за съпротивата на скравенци срещу непосилните тегоби, принудили селяните да се укриват в други селища и из планината по време на събиране на данъци. В 1762 г. скравенката Стана подарява Евангелие на Етрополския манастир. Селото е отбелязано и в кондиките на Гложенския манастир от 1792 г. и 1794 г. През 1808 г. тримата жители на селището Соколара, Солара и Йотовчанина защитават местното население от османски банди и от събиране на данъци. В 1820 г. е открито килийно училище, което до 1872 г. се помещава в частни къщи. През 1856 г. е построена църквата „Св. Козма и Дамян“. В селото е създаден и разгръща дейност революционен комитет.
На 3 юни 1876 г. скравенци успяват да спасят от по-нататъшно поругаване донесените от турците 12 глави на убитите в местността Рашов дол Ботеви четници. Жителите на селото ги откупват, погребват и съхраняват. В националноосвободителната борба участват двама души в четата на Христо Ботев, трима – в Опълчението и много в следващите войни. На 10 и 18 ноември 1877 г. край селото се води неравен бой между руските и турските войски, който дава отражение върху по-нататъшния ход на войната в района.
Населението на Скравена след Освобождението е българско като през отделните периоди се променя незначително: 1878 г. – 2220 души, 1934 г. – 2956 души, 1992 г. – 2098 души.
От 1878 г. в продължение на 85 години Скравена е самостоятелна община, а по-късно е в състава на Ботевградската. От 1920 г. функционира кооперация „Труд“. Частният сектор навлиза в сферата на търговията, услугите, млекопреработването, месопреработването, дървопреработването и др. В средата на 1960-те години Скравена бързо променя облика си. То е благоустроено и модернизирано. Основен поминък са земеделието и животновъдството. Създадени са сдруженията „Баткун“ и „Скравена“ и кооперация „Грамаде“. Селото е водоснабдено и частично канализирано.

### Лагерът в Скравена
След 1989 г. името на Скравена нашумява във връзка с появилите се сведения за комунистическите лагери в България. На 27 май 1990 г. в. Демокрация публикува материал по темата, озаглавен „Скравена – ТВО за врагове номер 1. Те също строиха социализъм“. Тук през 1961 – 1962 г. съществува женският концлагер, тогава наричан ТВО (трудово възпитателно общежитие), в който са преместени лагеристките от Ловеч. Възниква през септември 1961 г. Техен паметник и до днес липсва. Тук е била актрисата от Пловдивския драматичен театър Надя Дункин, оцеляла от лагера. Дункин става жертва на убийство през 1994 г. като бъдещ свидетел по делото за лагерите.
Съществуването на лагера се базира въз основа на Наредба-закон за трудововъзпитателните общежития (Държавен вестник, № 15, 20 януари 1945 г.) и Наредба-закон за трудововъзпитателните общежития за политически опасните лица (Държавен вестник, № 15, 20 януари 1945 г.). По писмени доказателства, приложени към ключовото дело за лагерите № 04/1990 г., се потвърждава съществуването на такъв лагер . За това свидетелстват и показания на преживелите режима в т. нар. ТВО  спрямо деянията на надзиратели, сред които Юлияна Ръжгева. Най-широка популярност добиват свидетелствата за особена жестокост, проявени към пловдивската акртиса Надя Дункин, която бива мистериозно убита през 1994 г. в хода на делото за лагерите, по което тя ще бъде ключов свидетел .
Атанас Семерджиев признава, че случващото се в лагерите край Ловеч и Скравена е било „извращение“, като ежедневие са били побоищата, издевателствата и непосилните трудови норми – това води до смъртта на общо 147 лагеристи от Ловеч и Скравена (144 мъже и 3 жени).

## Културни и природни забележителности
- В Скравена се намира „Паметник костница на Ботевите четници“, който е сред Стоте национални туристически обекта на Българския туристически съюз под номер 82. Печат има в читалището и в информационния център на селото.
- Народно читалище „19 февруари 1906“

### Манастири
- Манастир „Свети Николай“ – има печат
- Манастир „Свето Преображение“

### Църкви
- Църква „Св. св. чудотворци Козма и Дамян“
- Параклис „Св. св. апостоли Петър и Павел“
- Параклис „Въздвижение на кръста Господен“
- Параклис „Св. Иван Рилски“

## Редовни събития
- Всяка година на 2 юни тържествено се чества паметта на Христо Ботев и загиналите за свободата на България. Честванията в Скравена започват веднага след Освобождението на гроба на Ботевите четници в двора на църквата „Св. св. чудотворци Козма и Дамян“. През годините те никога не са прекъсвани, а от средата на 1930-те години като елемент в честванията е включена тържествената заря.

## Личности
- Васил Коцев (1922 – 1986) – български офицер, генерал-лейтенант от Държавна сигурност
- Георги Близнашки (р. 1956) – български юрист и политик, министър-председател (2014)
- Георги Попдимитров (1860 – 1938) – български учител, свещеник и общественик
- Мико Комитски (ок. 1850 – 1926) – четник в Ботевата чета
- Тодор Вълков (1848 – ?) – български земеделец, търговец и благодетел
- Димитър Коцев (1933 – 2009) – български писател-краевед, учител, директор на училището в Скравена, почетен гражданин на гр. Ботевград

## Други
Заливът Скравена на остров Ливингстън, Южни Шетландски острови е наименуван в чест на село Скравена.